# 로드 투 웰빌
《로드 투 웰빌》(영어: The Road to Wellville)은 미국에서 제작된 앨런 파커 감독의 1994년 코미디 드라마 영화이다. 앤서니 홉킨스 등이 출연하였고, 아미언 번스틴 등이 제작에 참여하였다. T. C. 보일의 동명 소설을 각색하였다.
이 영화는 뉴욕 뉴폴즈, 그리고 노스캐롤라이나의 윌밍턴시와 위너보 마을에서 촬영되었다.

## 출연진
- 앤서니 홉킨스
- 매슈 브로더릭
- 브리짓 폰다
- 존 큐색
- 데이나 카비
  - 제이컵 레이놀즈
- 마이클 러너
- 콜름 미니
- 존 네빌
- 라라 플린 보일
- 트레이시 린드
- 캐머런 맨하임
- 로이 브록스미스
- 노르베르트 바이서

## 기타 제작진
- 협력 제작: 리사 모런
- 미술: 브라이언 모리스
- 의상: 페니 로즈